# سالم رضا
سالم رضا (ولد في 30 يوليو 2006) هو لاعب كرة قدم قطري، يلعب كلاعب وسط في نادي ألكوركون ب الإسباني معار من النادي العربي القطري.

## مسيرة اللاعب
بدأ مع النادي العربي في عام 2023 وأعير إلى نادي ألكوركون ب الإسباني في عام 2024 لمدة موسم.